# Stetteldorf am Wagram
Stetteldorf am Wagram je městys v okrese Korneuburg v Dolních Rakousích.

## Geografie
Stetteldorf am Wagram leží ve Weinviertelu (vinné čtvrti) v Dolních Rakousích. Plocha městyse zaujímá 25,74 kilometrů čtverečních, 1,01 % je zalesněno.
Obec sestává z katastrálních území:
- Eggendorf am Wagram
- Inkersdorf
- Starnwörth
- Stetteldorf am Wagram

## Pamětihodnosti
- Juliusburg (zámek)

## Politika
- Starostou městyse je Josef Danksagmüller a vedoucí úřadu Maria Straka.
- 19 křesel v obecním zastupitelství je po rozdělení mandátů rozděleno pro ÖVP 14 a SPÖ 5.

### Vývoj počtu obyvatel
V roce 1971 žilo v obci 1024 obyvatel, 1981 884, 1991 měl městys 935, 2001 1021 a ke dni 1. dubna 2009 žije v obci 1019 obyvatel.

## Hospodářství a infrastruktura
Nezemědělských pracovišť bylo v roce 2001 25 a v zemědělských a lesních závodech bylo zaměstnáno v roce 1999 59 občanů.

## Jiné
- Městys Stetteldorf am Wagram je členem svazku obcí pro „podnebí a půdu"
- V roce 2007 byla obec vyznamenána za péči o důchodce.